# Maria Ana da Áustria (1835-1840)
Maria Ana da Áustria (Viena, 27 de outubro de 1835 - Viena, 5 de fevereiro de 1840), foi de nascimento uma arquiduquesa da Áustria e membro da Casa de Habsburgo.
Ela foi a quarta filha e única filha do arquiduque Francisco Carlos da Áustria e sua esposa, a princesa Sofia da Baviera, filha de Maximiliano I José da Baviera e sua segunda esposa Carolina de Baden.

## Biografia
A pequena arquiduquesa nasceu em Viena em 27 de outubro de 1835, poucos meses após a morte de seu avô, o imperador Francisco I da Áustria, ela é a única filha do arquiduque Francisco Carlos da Áustria e da famosa arquiduquesa Sofia da Baviera. Ela recebe seu nome em homenagem a sua tia e madrinha Imperatriz Maria Ana de Saboia. A família carinhosamente a apelidou de "Ännchen".
Nascida após três filhos que sucederam ao trono imperial, Francisco José, Fernando Maximiliano e Carlos Luís, ela foi adorada por sua mãe.
Uma criança robusta, ela sofria de ataques epiléticos no primeiro ano de vida, o que a enfraquecia cada vez mais - e os médicos do tribunal atribuíram falsamente e contra o conselho da arquiduquesa Sofia ao impulso dental.
A princesinha sucumbiu em 5 de fevereiro de 1840 com 4 anos de idade. Seus restos mortais estão enterrados com os de seus ancestrais na Cripta Imperial de Viena, deixando a sua mãe inconsolável.

## Epílogo

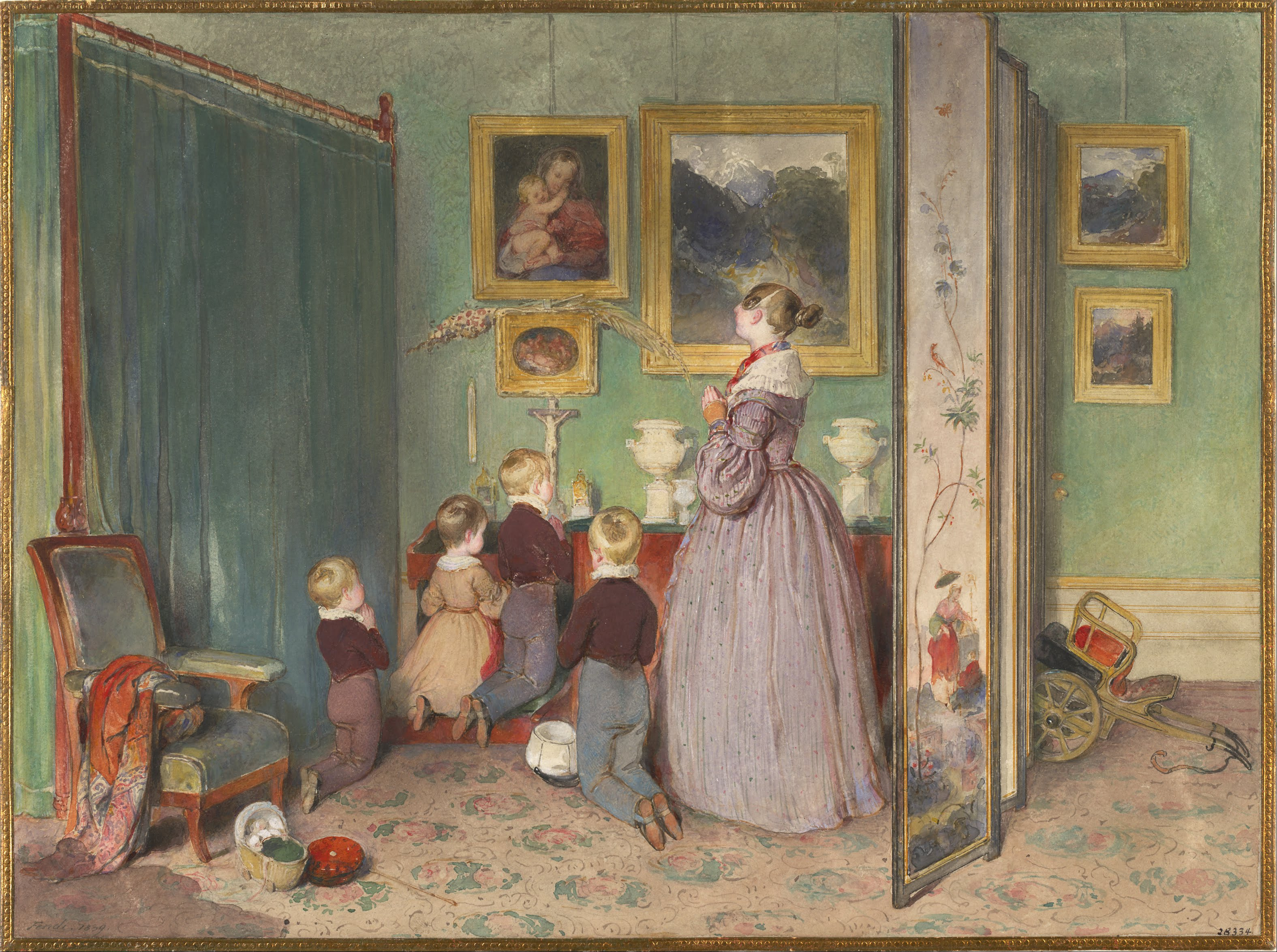
Arquiduquesa Sofia presidindo a oração noturna de seus filhos, arquiduque Francisco José, Carlos Luís, Fernando Maximiliano e Maria Ana (Peter Fendi, 1839).

A morte dessa criança reviveu no coração da arquiduquesa os sofrimentos que ela havia sofrido com a morte de seu sobrinho por se casar com Napoleão II de França oito anos antes.
Em 24 de outubro do mesmo ano, três dias antes do quinto aniversário da pequena falecida, a arquiduquesa deu à luz um filho natimorto.
No ano seguinte, a arquiduquesa perdeu a mãe, a rainha viúva da Baviera, Carolina de Baden, que era sua confidente. Ela começou a escrever seu diário. Pouco depois, ela deu à luz seu filho mais novo, o arquiduque Luís Vítor.
O assassinato em seu coração materno, a arquiduquesa, a quem o chanceler Metternich apelidou de "o único homem da família", dedicou-se totalmente à política e ao futuro de seu filho mais velho, o arquiduque Francisco José. a coroa depois de seu tio imperador Fernando I da Áustria. Para fazer isso, ela se aproximou do chanceler Metternich, que, desconfiado dessa mulher com uma personalidade forte, a privou do trono.
A Revolução de 1848 permitiu-lhe alcançar suas ambições enquanto expulsava o príncipe Metternich.